# Carpignano Salentino
Carpignano Salentino är en ort och kommun i provinsen Lecce i regionen Apulien i Italien. Kommunen hade 3 753 invånare (2017).